# Европско првенство у атлетици у дворани 1988 — скок удаљ за жене
Такмичење у скоку удаљ у женској конкуренцији на 19. Европском првенству у атлетици у дворани 1988. године одржано је 5. марта  у Будимпешти (Мађарска).
Титулу европске првакиње освојену на Европском првенству у дворани 1987. у Лијевену  одбранила је трећи пут Хајке Дрекслер из Источне Немачке.

## Земље учеснице
Учествовало је 14. скакачица удаљ из 11 земаља.
1. Бугарска (2)
2. Данска (1)
3. Источна Немачка (1)
4. Италија (1)
5. Мађарска (2)
6. Пољска (1)
7. Румунија (1)
8. Совјетски Савез (2)
9. Финскаа (1)
10. Холандија (1)
11. Шпанија (1)

## Рекорди
| Рекорди пре почетка Европског првенства у дворани 1988.     | Рекорди пре почетка Европског првенства у дворани 1988. | Рекорди пре почетка Европског првенства у дворани 1988. | Рекорди пре почетка Европског првенства у дворани 1988. | Рекорди пре почетка Европског првенства у дворани 1988. | Рекорди пре почетка Европског првенства у дворани 1988. |
| ----------------------------------------------------------- | ------------------------------------------------------- | ------------------------------------------------------- | ------------------------------------------------------- | ------------------------------------------------------- | ------------------------------------------------------- |
| Светски рекорд                                              | Хајке Дрекслер                                          | Источна Немачка                                         | 7,37                                                    | Беч (Аустрија).                                         | 13. фебруар 1988.                                       |
| Европски рекорд у дворани                                   | Хајке Дрекслер                                          | Источна Немачка                                         | 7,37                                                    | Беч (Аустрија).                                         | 13. фебруар 1988.                                       |
| Рекорди европских првенстава у дворани                      | Хајке Дрекслер                                          | Источна Немачка                                         | 7,18                                                    | Мадрид, Шпанија                                         | 12 фебруар 1986.                                        |
| Најбољи светски резултат сезоне у дворани                   | Хајке Дрекслер                                          | Источна Немачка                                         | 7,37                                                    | Беч (Аустрија).                                         | 13. фебруар 1988.                                       |
| Најбољи европски резултат сезоне у дворани                  | Хајке Дрекслер                                          | Источна Немачка                                         | 7,37                                                    | Беч (Аустрија).                                         | 13. фебруар 1988.                                       |
| Рекорди после завршеног Европског првенства у дворани 1988. |                                                         |                                                         |                                                         |                                                         |                                                         |
| Нових рекорда није било.                                    |                                                         |                                                         |                                                         |                                                         |                                                         |

## Најбољи европски резултати у 1988 години
Десет најбољих европских такмичарки скоку удаљ у дворани 1988. године пре почетка првенства 4. марта 1988, имале су следећи пласман на европској и светској ранг листи. (СРЛ)  
| 1.  | Хајке Дрекслер          | Источна Немачка | 7,37 | 13. фебруар | 1. СРЛ СР  |
| 2.  | Галина Чистјакова       | Совјетски Савез | 7,24 | 14. фебруар | 2. СРЛ НР  |
| 3.  | Вали Јонеску−Константин | Румунија        | 6,88 | 17. фебруар | 4. СР НР   |
| 4.  | Јелена Коконова         | Совјетски Савез | 6,92 | 10. фебруар | =5. СРЛ    |
| 5.  | Инеса Кравец            | Совјетски Савез | 6,92 | 10. фебруар | =5. СРЛ    |
| 6.  | Nijole Медведева        | Совјетски Савез | 6,90 | 21. фебруар | 7. СРЛ     |
| 7.  | Јелена Медведјева       | Совјетски Савез | 6,86 | 30. јануар  | 8. СРЛ     |
| 8.  | Лариса Бережна          | Совјетски Савез | 6,86 | 17. фебруар | 9. СРЛ     |
| 9.  | Силвија Христова Монева | Бугарска        | 6,85 | 20. фебруар | 10. СРЛ НР |
| 10. | Анке Бехмер             | Источна Немачка | 6,83 | 10. јануар  | 9. СРЛ     |

Такмичарке чија су имена подебљана учествовале су на ЕП.

## Освајачице медаља
|                                |                                   |                        |
| Хајке Дрекслер Источна Немачка | Галина Чистјакова Совјетски Савез | Јоланта Бартчак Пољска |

## Резултати

### Финале
Одржано је само финално такмичење уз учешће 14 такмичарки..
| Пласман | Атлетичарка             | Земља           | ЛР      | ЛРС  | Резултат | Белешка |
| ------- | ----------------------- | --------------- | ------- | ---- | -------- | ------- |
|         | Хајке Дрекслер          | Источна Немачка | 7,37 СР | 7,37 | 7,30     | РЕП     |
|         | Галина Чистјакова       | Совјетски Савез | 7,25    | 7,12 | 7,24     |         |
|         | Јоланта Бартчак         | Пољска          | 6,66    | 6,66 | 6,62     |         |
| 4.      | Антонела Каприоти       | Италија         | 6,72    | 6,72 | 6,58     | НР      |
| 5.      | Јелена Коконова         | Совјетски Савез | 7,17    | 7,17 | 6,55     |         |
| 6.      | Ринга Ропо              | Финска          | 6,57    | 6,57 | 6,54     |         |
| 7.      | Софија Божанова         | Бугарска        | 6,58    | 6,85 | 6,51     |         |
| 8.      | Силвија Христова Монева | Бугарска        | 6,85    | 6,85 | 6,50     |         |
| 9.      | Едине ван Хезик         | Холандија       | 6,63    | 6,51 | 5,44     |         |
| 10.     | Маријета Илку           | Румунија        | 6,57    | 6,57 | 6,45     |         |
| 11.     | Моника Хирш             | Западна Немачка | 6,68    |      | 6,43     |         |
| 12.     | Сандра Мајерс           | Шпанија         | 6,68    | 6,68 | 6,12     |         |
| 13.     | Ерика Сенци             | Мађарска        |         |      | 5,98     |         |
| 14.     | Жужа Вањек              | Мађарска        | 6,65    | 6,55 | 5,88     |         |

Подебљани лични рекорди су и национални рекорди земље коју атлетичарка представља

## Укупни биланс медаља у скоку удаљ за жене после 19. Европског првенства у дворани 1970—1988.
|     | Земља                |    |    |    |    |
| --- | -------------------- | -- | -- | -- | -- |
| 1.  | Западна Немачка      | 4  | 4  | 2  | 10 |
| 2.  | Источна Немачка      | 4  | 3  | 3  | 10 |
| 3.  | Чехословачка         | 3  | 5  | 1  | 9  |
| 4.  | Совјетски Савез      | 2  | 3  | 3  | 8  |
| 5.  | Румунија             | 2  | 0  | 3  | 5  |
| 6.  | Пољска               | 1  | 1  | 3  | 5  |
| 7.  | Швајцарска           | 1  | 1  | 1  | 3  |
| 8.  | Уједињено Краљевство | 1  | 0  | 1  | 2  |
| 9.  | Бугарска             | 1  | 0  | 0  | 1  |
| 10. | Мађарска             | 0  | 2  | 0  | 2  |
| 11. | Италија              | 0  | 0  | 1  | 1  |
| 11. | Шведска              | 0  | 0  | 1  | 1  |
|     | Укупно {12}          | 19 | 19 | 19 | 57 |

| 1.  | Хајке Дрекслер      | Источна Немачка | 3 | 0 | 2 | 5 |
| 2   | Јармила Нигринова   | Чехословачка    | 2 | 3 | 1 | 6 |
| 3.  | Ева Муркова         | Чехословачка    | 1 | 2 | 0 | 3 |
| 3.  | Галина Чистјакова   | Совјетски Савез | 1 | 2 | 0 | 3 |
| 5.  | Мета Антенен        | Швајцарска      | 1 | 1 | 1 | 3 |
| 6.  | Хајде Розендал      | Западна Немачка | 1 | 1 | 0 | 2 |
| 6.  | Лидија Алфејева     | Совјетски Савез | 1 | 1 | 0 | 2 |
| 6.  | Карин Хенел         | Западна Немачка | 1 | 1 | 0 | 2 |
| 9.  | Виорика Вископољану | Румунија        | 1 | 0 | 1 | 2 |
| 9.  | Сабине Евертс       | Западна Немачка | 1 | 0 | 1 | 2 |
| 11. | Илдико Ердељи       | Мађарска        | 0 | 2 | 0 | 2 |
| 12. | Хелга Ратке         | Источна Немачка | 0 | 1 | 1 | 2 |
| 13. | Мирослава Сарна     | Пољска          | 0 | 0 | 2 | 2 |